# Discographie de Bullet for My Valentine
 (août 2020).
La discographie de Bullet for My Valentine, groupe de heavy metal gallois, se compose de 7albums studio, de 3 albums live, de 2 DVDs, de 10 EP et de 32 singles. Le groupe s'est formé en 1998 et est initialement composé de Matthew Tuck, Michael Padget, Jason James et Michael Thomas.

## Albums

### Albums studio
| Année | Détails                                                                              | Charts | Charts | Charts | Charts | Charts | Charts | Charts | Charts | Charts | Charts | Charts | Ventes            | Certifications |
| Année | Détails                                                                              | [ 1 ]  | [ 2 ]  | [ 3 ]  | [ 4 ]  | [ 5 ]  | [ 6 ]  | [ 7 ]  | [ 8 ]  | [ 9 ]  | [ 10 ] | [ 11 ] | Ventes            | Certifications |
| ----- | ------------------------------------------------------------------------------------ | ------ | ------ | ------ | ------ | ------ | ------ | ------ | ------ | ------ | ------ | ------ | ----------------- | -------------- |
| 2005  | The Poison - Sortie: 3 octobre 2005 - Label: Jive Records - Format(s): CD, DVD       | 128    | 21     | —      | 43     | —      | —      | 25     | 37     | —      | —      | —      | 500 000 1 200 000 | Or · Or        |
| 2008  | Scream Aim Fire - Sortie: 28 janvier 2008 - Label: Jive Records - Format(s): CD, DVD | 4      | 5      | 4      | 3      | 8      | 38     | 3      | 15     | 29     | 5      | 18     | 500 000 1 000 000 | Or, · Or · Or  |
| 2010  | Fever - Sortie: 27 avril 2010 - Label: Jive Records - Format(s): CD, DVD             | 3      | 5      | 5      | 2      | 3      | 25     | 3      | 8      | 9      | 14     | 7      | 250 000 500 000   | Or             |
| 2013  | Temper Temper - Sortie: 13 février 2013 - Label: RCA Records - Format(s): CD         | 13     | 11     | 4      | 3      | 5      | 51     | 5      | 17     | 14     | 19     | 9      | —                 | —              |
| 2015  | Venom - Sortie: 14 août 2015 - Label: RCA Records - Format(s): CD                    | 8      | 3      | 1      | 2      | 4      | 42     | 2      | 9      | 8      | 46     | 1      | —                 | —              |
| 2018  | Gravity - Sortie: 29 Juin 2018 - Label: Spinefarm                                    | 17     | 13     | 10     | 7      | 12     | 59     | 7      | 34     | —      | 47     | 6      | —                 | —              |
| 2021  | Bullet for My Valentine - Sortie: 5 Novembre 2021 - Label: Spinefarm                 | 153    | 13     | 17     | 8      | 16     | 132    | —      | —      | —      | 14     | 11     | —                 | —              |

### Albums Live
| Titre            | Date de sortie | Label           |
| ---------------- | -------------- | --------------- |
| Rule Britania    | 2006           | GBBS Records    |
| Graspop Festival | 24 juin 2006   | Auto-Production |
| Rock am Ring     | 6 juin 2010    | Digital Records |

### EPs
| Titre                                        | Date de sortie   | Label                        |
| -------------------------------------------- | ---------------- | ---------------------------- |
| Jeff Killed John                             | 2003             | —                            |
| Don't Walk Away                              | 2003             | —                            |
| Bullet for My Valentine                      | 15 novembre 2004 | Visible Noise                |
| Hand of Blood                                | 22 août 2005     | Trustkill Records            |
| All These Things I Hate (Revolve Around You) | 17 juillet 2006  | Sony BMG Music Entertainment |
| Tears Don't Fall                             | 3 février 2006   | Sony BMG Music Entertainment |
| Hand of Blood: Live at Brixton               | 20 octobre 2005  | Trustkill Records            |
| Rare Cuts                                    | 8 août 2007      | Trustkill Records            |
| Waking The Demon                             | 21 avril 2008    | Sony BMG Music Entertainment |
| Road to Nowhere                              | 2009             |                              |

## DVD
| Titre                                      | Date de sortie  | Type   | Label                    |
| ------------------------------------------ | --------------- | ------ | ------------------------ |
| The Poison: Live at Brixton                | 30 octobre 2006 | CD/DVD | Sony Music Entertainment |
| Scream Aim Fire: Live at London Alexandria | 1er mai 2009    | DVD    |                          |

## Singles
| Année | Single                                            | Classement | Classement | Classement | Classement | Classement | Classement | Classement | Classement | Classement | Classement | Album                            |
| Année | Single                                            | UK Singles | UK Rock    | [ 19 ]     | [ 20 ]     | [ 7 ]      | [ 21 ]     | [ 22 ]     | US Hot 100 | US Main.   | US Alt.    | Album                            |
| 2005  | 4 Words (To Choke Upon)                           | 40         | 1          | —          | —          | —          | —          | —          | —          | —          | —          | The Poison                       |
| 2005  | Suffocating Under Words of Sorrow (What Can I Do) | 37         | 1          | —          | —          | —          | —          | —          | —          | —          | —          | The Poison                       |
| 2006  | All These Things I Hate (Revolve Around Me)       | 29         | 1          | —          | 16         | 39         | 38         | —          | —          | 13         | 30         | The Poison                       |
| 2006  | Tears Don't Fall                                  | 37         | 1          | —          | 17         | 47         | —          | —          | —          | 24         | 32         | The Poison                       |
| 2007  | Scream Aim Fire                                   | 34         | 1          | —          | —          | 58         | —          | 49         | —          | 16         | 26         | Scream Aim Fire                  |
| 2008  | Scream Aim Fire                                   | 66         | 1          | —          | —          | 99         | —          | —          | —          | 22         | —          | Scream Aim Fire                  |
| 2008  | Waking the Demon                                  | —          | 1          | —          | —          | —          | —          | —          | —          | 39         | —          | Scream Aim Fire                  |
| 2010  | Your Betrayal                                     | 197        | 10         | —          | —          | 24         | —          | —          | 125        | 5          | 25         | Fever                            |
| 2010  | The Last Fight                                    | 92         | 2          | 85         | —          | —          | —          | —          | —          | —          | —          | Fever                            |
| 2010  | Bittersweet Memories                              | 7          | —          | —          | —          | —          | —          | —          | —          | 21         | —          | Fever                            |
| 2011  | Fever                                             | —          | —          | —          | —          | —          | —          | —          | —          | 28         | —          | Fever                            |
| 2012  | Temper Temper                                     | —          | —          | —          | —          | —          | —          | —          | —          | —          | —          | Temper Temper                    |
| 2012  | Riot                                              | —          | —          | —          | —          | —          | —          | —          | —          | —          | —          | —                                |
| 2013  | Raising Hell                                      | —          | —          | —          | —          | —          | —          | —          | —          | —          | —          | —                                |
| 2015  | No Way Out                                        | —          | —          | —          | —          | —          | —          | —          | —          | —          | —          | Venom                            |
| 2015  | You Want a Batlle? (Here's a War)                 | —          | —          | —          | —          | —          | —          | —          | —          | —          | —          | Venom                            |
| 2015  | Army of Noise                                     | —          | —          | —          | —          | —          | —          | —          | —          | —          | —          | Venom                            |
| 2015  | Venom                                             | —          | —          | —          | —          | —          | —          | —          | —          | —          | —          | Venom                            |
| 2016  | Don't Need You                                    | —          | —          | —          | —          | —          | —          | —          | —          | —          | —          | —                                |
| 2018  | Leap of Faith                                     | —          | —          | —          | —          | —          | —          | —          | —          | —          | —          | Gravity                          |
| 2018  | Under Again                                       | —          | —          | —          | —          | —          | —          | —          | —          | —          | —          | Gravity                          |
| 2018  | Gravity                                           | —          | —          | —          | —          | —          | —          | —          | —          | —          | —          | Gravity                          |
| 2018  | Piece of Me                                       | —          | —          | —          | —          | —          | —          | —          | —          | —          | —          | Gravity                          |
| 2018  | Letting You Go                                    | —          | —          | —          | —          | —          | —          | —          | —          | —          | —          | Gravity                          |
| 2018  | Over It                                           | —          | —          | —          | —          | —          | —          | —          | —          | —          | —          | Gravity                          |
| 2021  | Knives                                            | —          | —          | —          | —          | —          | —          | —          | —          | —          | —          | Bullet for My Valentine          |
| 2021  | Parasite                                          | —          | —          | —          | —          | —          | —          | —          | —          | —          | —          | Bullet for My Valentine          |
| 2021  | Shatter                                           | —          | —          | —          | —          | —          | —          | —          | —          | —          | —          | Bullet for My Valentine          |
| 2021  | Rainbow Veins                                     | —          | —          | —          | —          | —          | —          | —          | —          | —          | —          | Bullet for My Valentine          |
| 2022  | Omen                                              | —          | —          | —          | —          | —          | —          | —          | —          | —          | —          | Bullet For My Valentine (Deluxe) |
| 2022  | Stichies                                          | —          | —          | —          | —          | —          | —          | —          | —          | —          | —          | Bullet For My Valentine (Deluxe) |
| 2022  | No More Tears to Cry                              | —          | —          | —          | —          | —          | —          | —          | —          | —          | —          | Bullet For My Valentine (Deluxe) |

## Clips vidéo
| Année | Titre                                             | Directeur       | Album           | Vidéo                                       |
| ----- | ------------------------------------------------- | --------------- | --------------- | ------------------------------------------- |
| 2005  | Hand of Blood                                     | Dan Fernbach    | The Poison      | [vidéo] « Visionner la vidéo », sur YouTube |
| 2005  | 4 Words (To Choke Upon)                           | Dan Fernbach    | The Poison      | [vidéo] « Visionner la vidéo », sur YouTube |
| 2005  | Suffocating Under Words of Sorrow (What Can I Do) | Miha Knific     | The Poison      | [vidéo] « Visionner la vidéo », sur YouTube |
| 2006  | All These Things I Hate (Revolve Around Me)       | Scott Wining    | The Poison      | [vidéo] « Visionner la vidéo », sur YouTube |
| 2006  | Tears Don't Fall                                  | Tony Petrossian | The Poison      | [vidéo] « Visionner la vidéo », sur YouTube |
| 2007  | Scream Aim Fire                                   | Tony Petrossian | Scream Aim Fire | [vidéo] « Visionner la vidéo », sur YouTube |
| 2008  | Hearts Burst Into Fire                            | Tony Petrossian | Scream Aim Fire | [vidéo] « Visionner la vidéo », sur YouTube |
| 2008  | Waking the Demon                                  | Max Nichols     | Scream Aim Fire |                                             |
| 2010  | The Last Fight                                    | P. R. Brown     | Fever           | [vidéo] « Visionner la vidéo », sur YouTube |
| 2010  | Your Betrayal                                     | P. R. Brown     | Fever           | [vidéo] « Visionner la vidéo », sur YouTube |
| 2010  | Bittersweet Memories                              | Nigel Dick      | Fever           | [vidéo] « Visionner la vidéo », sur YouTube |
| 2012  | Temper Temper                                     | -               | Temper Temper   | [vidéo] « Visionner la vidéo », sur YouTube |
| 2012  | Riot                                              | -               | Temper Temper   | [vidéo] « Visionner la vidéo », sur YouTube |